# Claudio Moreschini
Claudio Moreschini (născut c. 1938?) este un specialist de origine italiană în filologie clasică, platonism și patristică, abordând adesea autorii creștini timpurii din perspectivă literară. După studii inițiale la Universitatea din Pisa și la Scuola Normale Superiore din același oraș, Moreschini a studiat la Oxford, în special cu E.R. Dodds și Eduard Fraenkel, cărora le-a purtat o recunoștință deosebită.
Din 1966 a ocupat o serie de posturi la Universitatea din Pisa, în special ca Profesore ordinario di Letteratura Latina, Profesore ordinario di Letturatura Cristiana Antica și ca șef de catedră. A lucrat cu Istituto di Scienze Religiose din Trent și, mai târziu, cu Istituto Patristico Augustinianum din Roma.
Publicațiile includ o traducere în italiană a lui Tucidide, 2 dialoguri ale lui Platon pentru seria Budé, 2 dialoguri ciceroniene, Apuleius, Consolatio Philosophiae în seria Leipzig Teubner, Tertulian, Cyprian, Ieronim în Corpus Christianorum din Turnhout. Moreschini este un colaborator major la Sources Chrétiennes . De asemenea, a publicat articole despre Iamblichus și Maxim Mărturisitorul.
Claudio Moreschini este interesat de receptarea antichității, nu în ultimul rând a lui Platon, la Renaștere și în Italia secolului al XIX-lea (Leopardi).
În 2009 a primit Premiul Marcello Gigante.

## Publicații
- A Christian in Toga. Boethius: Interpreter of Antiquity and Christian Theology, Vandenhoeck & Ruprecht (BERG Bd. 003),2014.
- (with Enrico Norelli) Early Christian Greek and Latin literature,Hendrickson Publishers Inc. 2005 (Italian original: Morcelliana 1995)
- Storia della filosofia patristica, Morcelliana, Brescia, 2004.

### Contribuții la Sources Chrétiennes
- SC 291 Cyprien, A Donat et la vertu de patience, 1982
- SC 318 Grégoire de Nazianze, Discours 32-37,1985
- SC 358 Grégoire de Nazianze, Discours 38-41,1990
- SC 319 Tertullien, Exhortation à la charité, 1985
- SC 456 Tertullien, Contre Marcion, tomul IV, 2000
- SC 483 Tertullien, Contre Marcion, tomul V, 2004

- Università di Pisa/Ateneo 2 martie 2010
- Surse Chrétiennes, Editions Le Cerf
- Teubner
- Vandenhoeck și Ruprecht
- Morcelliana